# Alahalli, Bangalore South
Alahalli là một làng thuộc tehsil Bangalore South, huyện Bangalore Urban, bang Karnataka, Ấn Độ.